# Cao Ren
En aquest nom xinès, el cognom és Cao.
Cao Ren (168 – 223) va ser un general militar sota el comandament del senyor de la guerra Cao Cao durant la tardana Dinastia Han Oriental i l'era dels Tres Regnes de la història xinesa. Va tenir un paper important en les guerres civils que conduïren a la desintegració de la dinastia Han Oriental i l'establiment del Regne de Wei.

## Biografia

### Inicis i carrera
Nascut en el comtat de Qiao (谯, en l'actualitat Bozhou, Anhui), Cao Ren era un cosí jove de Cao Cao. El seu avi i pare havien compartit importants posts civils i militars a Han Oriental. Cao Ren fou afeccionat a la caça a cavall i els arcs, i va comportar-se de manera il·lícita durant la seva joventut. Durant la Rebel·lió dels Turbants Grocs, va reunir més d'un miler d'homes joves sota la seva bandera i vagà per la zona delimitada entre el riu Huai i el riu Si (泗水).